# Frère Alois

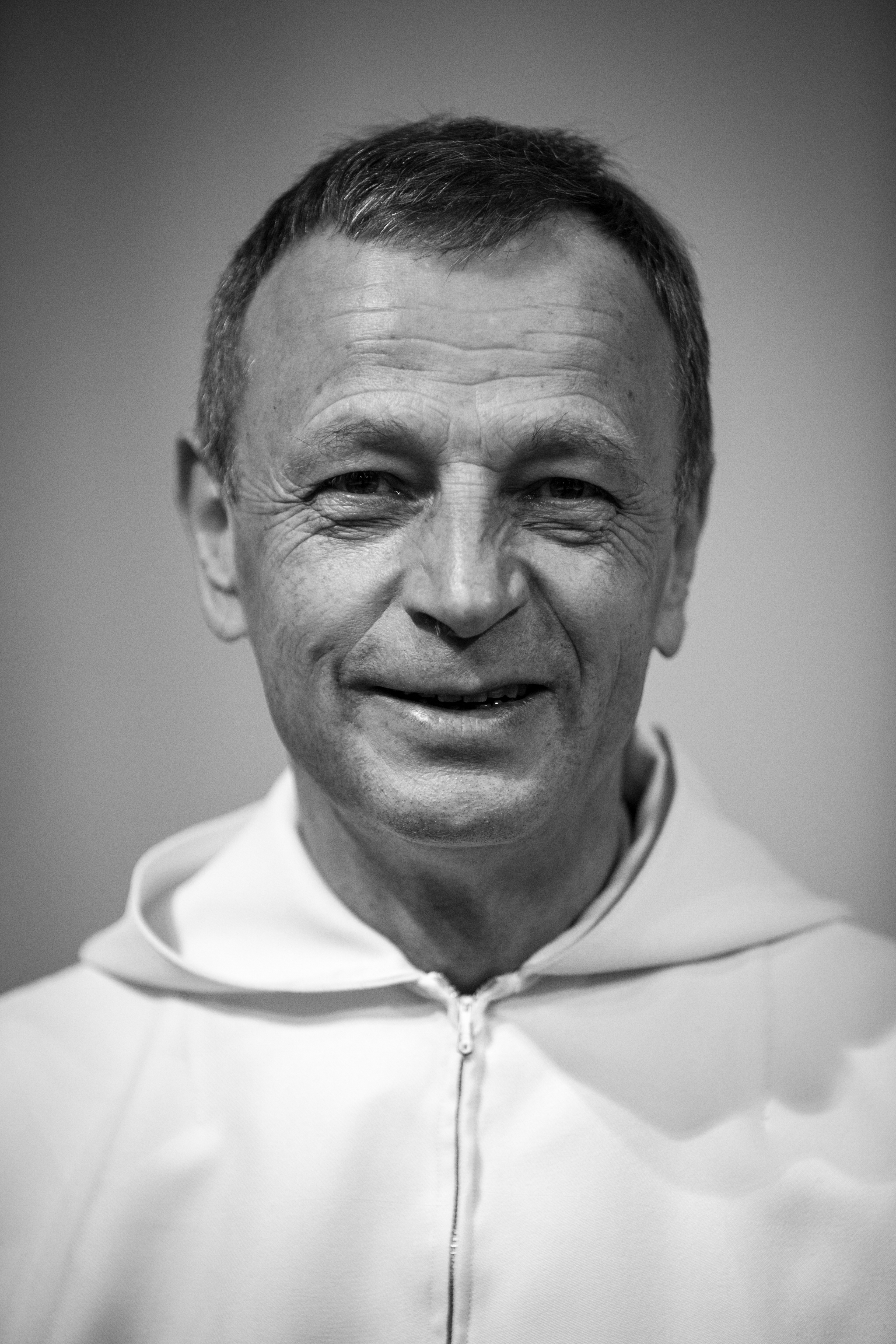
Frère Alois Löser, ehemaliger Prior der Communauté de Taizé (2013)

Frère Alois Löser (französisch frère „Bruder“; * 11. Juni 1954 in Ehingen am Ries) ist ein Mitglied der ökumenischen Bruderschaft von Taizé  und war von August 2005 bis zum 3. Dezember 2023 der Prior und Nachfolger des Gründers Roger Schutz.

## Biografie
Frère Alois’ bürgerlicher Name ist Alois Löser. Er wuchs in Stuttgart auf. Frère Alois hat zwei Geschwister, einen älteren Bruder und eine jüngere Schwester. Seine Eltern kamen als Heimatvertriebene aus dem Egerland. Sein Vater war Wagner (Stellmacher) und Straßenbahnschaffner, seine Mutter versorgte als Hausfrau die Familie. In seiner Jugend war er in der katholischen Pfarrei St. Nikolaus (Stuttgart-Ost) als Ministrant und Jugendleiter engagiert.

### Bruder in Taizé
1970 kam Alois Löser zum ersten Mal nach Taizé. Er zeigte sich fasziniert von Frère Roger, dem Prior der Ordensgemeinschaft, der es vermochte „auf seine Weise sehr deutlich zum Ausdruck“ zu bringen, dass „Gott Liebe ist und dass seine Liebe nicht von uns abhängt.“ Nach einer Zeit als permanent (wie junge Menschen, die für eine längere Zeit in Taizé mithelfen, genannt werden) trat er 1974, 19-jährig, der Communauté de Taizé bei. Sein endgültiges Versprechen zur Bindung an die Communauté de Taizé legte Frère Alois am 6. August 1978, dem Todestag von Papst Paul VI. und Festtag der Verklärung des Herrn, ab. Später studierte er in Lyon katholische Theologie.

### Prior von Taizé
Nach der Ermordung Frère Rogers am 16. August 2005 folgte er diesem als Prior nach. Gemäß der Ordensregel von Taizé ernennt dieser seinen Nachfolger selbst: Frère Roger tat dies bereits acht Jahre vor seinem Tod. Frère Alois sollte ursprünglich das Amt des Priors der Communauté Ende 2005 übernehmen, allerdings hatte er in den letzten Jahren bereits den Gründer und Prior der ökumenischen Gemeinschaft von Taizé, Roger Schutz, in vielen Veranstaltungen vertreten. Sukzessive errang Frère Alois einige Bekanntheit, einerseits durch seine zahlreichen Radio- und Fernsehinterviews, andererseits durch seine musikalische Tätigkeit: Viele der neuen Gesänge aus Taizé wurden von ihm  komponiert. Papst Benedikt XVI. empfing Frère Alois während seiner Amtszeit jährlich zu einer Privataudienz. Am 4. April 2019 wurde der Prior von Taizé bereits zum sechsten Mal vom amtierenden Papst Franziskus empfangen, Themen waren nach den offiziellen Verlautbarungen stets der ökumenische Weg und die Jugendtreffen der Gemeinschaft.
Im Juli 2023 teilte die Gemeinschaft mit, dass Frère Alois das Amt des Priors zum 1. Adventssonntag 2023 niederlegen werde. Das Amt wurde von dem Engländer Frère Matthew (Andrew Thorpe) übernommen. Frère Alois lebt aktuell in einer der Fraternitäten auf Kuba.

## Zitat
Das Sonntagsblatt Bayern stellte am 8. Mai 2005 Frère Alois die Frage „Was kommt nach Frère Roger?“. Seine Antwort:

„Die Frage stellt sich natürlich. Frère Roger hat uns immer dazu angeleitet, im Heute zu leben. Es geht um die Freude, die Einfachheit, die Barmherzigkeit. Das sind die Grundpfeiler, und damit können wir weitergehen und auch alle Gäste, die kommen, empfangen. Wie das dann im Einzelnen aussieht, müssen wir immer wieder neu erfinden.“

## Veröffentlichungen (Auswahl)
- Glauben wagen – Die christlichen Feste im Jahr. Herder, Freiburg im Breisgau 2010, ISBN 978-3-451-33194-7.
- mit Marco Roncalli: Taizé heute. Herder, Freiburg im Breisgau 2014, ISBN 978-3-451-33543-3.
- Pilger des Vertrauens – Taizé und der gemeinsame Weg in der Welt. Herder, Freiburg im Breisgau 2015, ISBN 978-3-451-32962-3.
- mit Siegfried Eckert: Mehr Ökumene wagen – Über Taizé, die Reformation und gelebte Gemeinschaft. Edition chrismon, Leipzig 2016, ISBN 978-3-96038-011-5.